# Terabyte
Terabyte (TB) är en informationsenhet samt en multipel av byte. Namnet kommer av SI-prefixet tera (T), för en biljon, och byte (B).
Enheten används i två skilda betydelser:
- 1 TB = 1 000 000 000 000 (1012 = 10004) byte
- 1 TiB = 1 099 511 627 776 (240 = 10244) byte

Enligt definition av SI och IEC motsvarar en terabyte det förstnämnda värdet, då det är överensstämmande med värdet av tidigare nämnt SI-prefix, medan det senare betecknas tebibyte (TiB). Den förstnämnda beteckningen och förkortningen används dock allmänt i vissa sammanhang också för det senare värdet.